# Matz Sels
Matz Willy Els Sels (* 26. února 1992 Lint) je belgický profesionální fotbalový brankář, který chytá za anglický klub Nottingham Forest FC a za belgický národní tým.

## Klubová kariéra
Z belgického klubu Lierse SK přestoupil v lednu 2014 do klubu KAA Gent.
V sezóně 2014/15 vyhrál s Gentem ligový titul, první v historii klubu.

## Reprezentační kariéra
Matz Sels působil v mládežnických reprezentacích Belgie U17, U18, U19 a U21.